# اف۲بی
اف۲بی (به انگلیسی: Boeing_F2B) یک هواگرد از نوع جنگنده ناونشین ساخت شرکت بوئینگ است. هواگرد اف۲بی نخستین پروازش را در ۳ نوامبر ۱۹۲۶ میلادی انجام داد. این هواگرد در سال ۲۰ ژانویه ۱۹۲۸ میلادی رسماً معرفی گردید. در مجموع، تعداد ۳۲ فروند از این هواگرد ساخته شده‌است.